# Чарлс Тејлор
Чарлс Макартур Ганакај Тејлор (енгл. Charles MacArthur Ghanakay Taylor; Артингтон, 28. јануар 1948) је бивши либеријски политичар и 22. председник Либерије.

## Биографија
Рођен је 1948. године у Артингтону. Завршио је колеџ Бентли у САД, након чега се вратио у Либерију и био члан кабинета тадашњег председника Семјуела Доуа. Био је избачен из кабинета због поткрадања, након чега је отишао у Либију. Тамо је вежбао за оспособљавање у герилској борби.
Вратио се у Либерију 1989. и био вођа герилске организације Национални патриотски фронт Либерије (НПФЛ). НПФЛ је покренуо борбу с циљем рушења Доуове владе, што је покренуло Први либеријски грађански рат (1989—1996). Након што су герилци ухватили Доуа и убили га, Тејлор је стекао надзор над великим делом Либерије и био један од најутицајнијих господара рата у Африци.
Након потписивања мировног споразума који је 1996. окончао грађански рат, Тејлор си је обезбедио победу на генералним изборима 1997. године. Током свог мандата, Тејлор је био оптужен за ратне злочине и злочине против човечности због свог мешања и учешћа у грађанском рату у суседној држави Сијера Леоне (1991—2002).
У Либерији је снага опозиције према његовој влади све више расла, што је кулминисало избијањем Другог либеријског грађанског рата (1999—2003). До 2003. је изгубио надзор над већином Либерије, а Специјални суд за Сијеру Леоне је подигао оптужницу против њега. Исте је године, под утицајем међународног притиска, дао оставку и отишао у егзил у Нигерију. Новоизабрана председница Елен Џонсон Сирлиф је 2006. затражила његово изручење, након чега су га органи УН-а првобитно затвориле у Сијери Леоне, а затим изручиле у хашки затвор, где је чекао суђење. Априла 2012. године, оптужен је да је крив по свих једанаест тачака оптужнице, укључујући убиства, силовања и терор. Маја исте године, осуђен је на 50 година затвора.
У октобру 2021. Чарлс Тејлор, осуђен на 50 година затвора за злочине против човечности 2012. године због своје улоге током грађанског рата у Сијера Леонеу, поднео је тужбу против Либерије због „неисплате пензије”. Ова жалба је поднета Суду правде Економске заједнице западноафричких држава (ECOWAS).